# 더글러스 포리
더글러스 포리(Douglas Fowley, 1911년 5월 30일 ~ 1998년 5월 21일)는 미국의 배우, 연극 배우, 텔레비전 배우, 영화배우, 영화 프로듀서이다.

## 영화
- 와이어트 어프 - 툼스톤으로 돌아오다 (1994년)
- 목사님 만세 (1979년)
- 마지막 우정 (1977년)
- 정오에서 3시까지 (1976년) - 벅 보워스 역
- 형사 스타스키와 허치 (1975년)
- 워킹 톨 (1973년)
- 건스 오브 디아블로 (1965년)
- 후즈 빈 슬리핑 인 마이 베드? (1963년)
- 천 개의 언덕 (1959년)
- 게이샤 보이 (1958년)
- 밴디도 (1956년)
- 와이어트 어프의 삶과 전설 (1955년)
- 디즈니랜드 (1954년) - 조 벅클리 역
- 용감한 린티 (1954년)
- 네이키드 정글 (1954년)
- 카사노바의 빅 나이트 (1954년)
- 딥 인 마이 하트 (1954년)
- 비상착륙 (1954년)
- 밴드 웨곤 (1953년)
- 사랑은 비를 타고 (1952년) - 로스코 덱스터 역
- 타잔 - 렉스 바커 편 3 (1951년)
- 외야의 천사들 (1951년)
- 장갑차 강탈 (1950년)
- 호다운 (1950년)
- 애니 넘버 캔 플레이 (1949년)
- 테이크 미 아웃 투 더 볼 게임 (1949년)
- 마이티 조 영 (1949년)
- 배틀그라운드 (1949년)
- 헉스터 (1947년)
- 스케어드 투 데스 (1947년)
- 초원의 바다 (1947년)
- 닥터스 돈 텔 (1941년)
- 닷지 시티 (1939년)
- 서브마린 패트롤 (1938년)
- 알렉산더의 랙타임 밴드 (1938년)
- 웨이크 업 앤 라이브 (1937년)
- 온 더 에비뉴 (1937년)
- 프라이빗 넘버 (1936년)
- 딤플스 (1936년)
- 싱, 베이비, 싱 (1936년)
- 투 포 투나잇 (1935년)
- 스튜던트 투어 (1934년)
- 그림자 없는 남자 (1934년)